# Koleta z Corbie
Koleta z Corbie, rodným jménem Nicolette Boillet (13. ledna 1381 v Corbie – 6. března 1447 v Gentu) je francouzská světice. Je patronkou klarisek, tesařů, služebných a je vzývána jako přímluvkyně šťastného porodu, při neplodnosti a při bolestech hlavy, očí i jako pomocnice při horečce.

## Historie
Narodila se v roce 1381 v městečku Corbie ve francouzské Pikardii v rodině tesaře a v roce 1398 osiřela. Jejím poručníkem se stal opat zdejšího benediktinského kláštera, kde její otec dělal tesaře. Opat Raoul de Roye ji vedl k duchovnímu životu. Stala se bekyní a od roku 1402 žila jako poustevnice. Několikrát se jí zjevil sv. František a žádal ji, aby reformovala jeho řád. V roce 1406 proto navštívila papeže Benedikta XIII., který schválil její reformní plán na obnovení původních přísnějších regulí svaté Kláry a jmenoval ji abatyší všech klášterů, které založí nebo zreformuje.
Koleta zpočátku neměla se svou reformou úspěch. Její přísnou řeholí sv. Kláry kritizovaly řeholnice v jejím rodném Corbie. Odešla proto do Besançonu, kde v roce 1410 založila první reformní klášter a poté postupovala její obnova rychlejším tempem, především v krajích Franche-Comté, Artois a v jižním Německu. Koleta sama založila 17 klášterů ve Francii a ve Flandrech a mnoho dalších reformovala, takže když umírala, hlásilo se prý k její reformě na 140 klášterů.
Beatifikační proces začal sice už v roce 1472, ale blahořečena byla až roku 1740 papežem Klementem XII. V roce 1783 bylo její tělo převezeno z Gentu do Poligny. Za svatou ji prohlásil papež Pius VII. v roce 1807.